# Operació Nécora
L'operació Nécora va ser un operació policial espanyola que va generar un procés judicial iniciador d'una de les majors i la primera de les batudes contra el narcotràfic existent a Galícia en la dècada de 1990.
El 12 de juny de 1990 l'aleshores jutge de l'Audiència Nacional Baltasar Garzón i el fiscal antidroga Javier Zaragoza van iniciar el primer gran cop contra les bandes del narcotràfic arosanes que operaven en les ries gallegues. Un contingent de centenars de policies desplaçats des de Madrid van arrestar a casa seva grans traficants de tabac, reconvertits en narcotraficants.
Darrere de la històrica batuda estaven les declaracions de Ricardo Portabales, de Marín, i de Manuel Fernández Padín de Vilanova de Arousa, la qual cosa va permetre condemnar a penes de presó a gran part del clan de la droga gallec, inclosos personatges com Laureano Oubiña.
L'Operació Nécora va concloure en 2004 amb la lectura de la sentència.

## Context
En la dècada de 1970 es va produir un declivi de l'activitat pesquera tradicional en la costa gallega, la qual cosa va fer que creixés el lucratiu negoci de la importació de cigarrets de contraban des dels Estats Units. En aquella època únicament existia un fabricant de cigarrets a Espanya: el monopoli estatal de Tabacalera.
La topografia de la costa de la ria d'Arousa va facilitar l'activitat contrabandista, convertint aquest punt en la via d'entrada per tot Espanya del tabac de contraban. En la dècada de 1980 el càrtel de Medellín es trobava sota la pressió de les autoritats nord-americanes i el mercat nord-americà de cocaïna es trobava saturat, la qual cosa va provocar que el càrtel colombià girés el seu focus d'atenció cap a Europa. Els traficants van començar a aplicar els mètodes apresos en la dècada anterior per introduir haixix i cocaïna a Europa a través de Vilagarcía de Arousa, que es va convertir en el principal punt de distribució per als traficants. Des de la localitat arousana, els traficants colombians arribats des de Madrid recollirien la droga i la distribuirien per la resta d'Espanya.

## Recerca
La recerca sobre el narcotràfic internacional a través de Galícia es va iniciar arran d'una carta enviada l'agost de 1989 per Ricardo Portabales Rodríguez, un traficant condemnat a presó, a Luciano Varela, magistrat de l'Audiència Provincial de Pontevedra que investigava el cas. Varela va considerar que el cas estava adquirint una magnitud massa gran perquè fos investigat per l'audiència provincial, així que l'Audiència Nacional va assumir la recerca. El jutge Baltasar Garzón va ser encarregat de continuar amb les recerques amb l'assistència de la Secció IV del Servei Central d'Estupefaents. Garzón es va valer per instruir el cas contra els traficants del testimoniatge de dos informadors coneguts com "Els penedits": Ricardo Portabales Rodríguez i Manuel Fernández Padín, membre d'un dels clans.

## Operació Mago
El matí del 12 de juny de 1990, cent vehicles amb 350 agents del Servei Central d'Estupefaents van acudir expressament a Santiago de Compostel·la des de Madrid per evitar possibles filtracions dels agents policials locals. Una vegada a Santiago es van dirigir a la comarca d'O Salnés. En aquesta comarca, cada vehicle va acudir a l'objectiu prefixat en les diferents localitats de la comarca. L'operació va ser inicialment coneguda com a Operació Mago, que posteriorment es va canviar pel d'operació Nécora.
La base de les operacions va ser la comissaria de Vilagarcía de Arousa. Les operacions comptaren amb la supervisió judicial de Baltasar Garzón, Luciano Varela i Javier Zaragoza.

## Judici
El 6 de setembre de 1990 el fiscal antidroga va formular els càrrecs contra 49 dels detinguts (sumari 13/90). Cinc dels 49 van quedar fora d'aquest sumari i d'ells, el fiscal va iniciar un procés separat contra tres: Marcial Dorado Baúnde "Marcial de la Isla", Michel Haengi i Miguel Rivero González per blanqueig de capitals, cosa que retardaria el començament del judici principal. Per a Luis Falcón Pérez "Falconetti" i Tomás Leis Carlés la fiscalia va demanar llibertat sota fiança, però van continuar a la presó.